# الشعوذة: الطقوس الأخيرة
الشعوذة: الطقوس الأخيرة (بالإنجليزية: The Conjuring: Last Rites) هو تكملة قادمة من إخراج مايكل تشافيز، وممثلين باتريك ويلسون وفيرا فارميجا لأدوارهما كمحققين في الظواهر الخارقة للطبيعة، إد ولورين وارين. الفيلم يعتبر الجزء التاسع في سلسلة الشعوذة ويأتي بعد فيلم الشعوذة: الشيطان أجبرني على فعل ذلك الذي صدر في 2021. يتوقع أن يُعرض الفيلم في الولايات المتحدة في 5 سبتمبر 2025 مع استمرار جيمس وان وبيتر سافران في دور المنتجين.

## وصلات خارجية
- الشعوذة: الطقوس الأخيرة على موقع IMDb (الإنجليزية)
- الشعوذة: الطقوس الأخيرة على موقع ميتاكريتيك (الإنجليزية)
- الشعوذة: الطقوس الأخيرة على موقع روتن توميتوز (الإنجليزية)
- الشعوذة: الطقوس الأخيرة على موقع ألو سيني (الفرنسية)
- الشعوذة: الطقوس الأخيرة على موقع فيلمافينيتي (الإسبانية)
- الشعوذة: الطقوس الأخيرة على موقع قاعدة بيانات الفيلم (الإنجليزية)
- الشعوذة: الطقوس الأخيرة على موقع ليتربوكسد (الإنجليزية)